# U.S. Route 53
U.S. Route 53 (ou U.S. Highway 53) é uma autoestrada dos Estados Unidos.
Faz a ligação do Sul para o Norte. A U.S. Route 53 foi construída em 1926 e tem 403 milhas (649 km).

## Principais ligações
Autoestrada 90 em La Crosse

 Autoestrada 94/US 12 em Eau Claire

 US 63 em Spooner

 Autoestrada 35 em Superior